# Kees van Beijnum
 (octobre 2018).
Si vous disposez d'ouvrages ou d'articles de référence ou si vous connaissez des sites web de qualité traitant du thème abordé ici, merci de compléter l'article en donnant les références utiles à sa vérifiabilité et en les liant à la section « Notes et références ».
Kees van Beijnum, né le 21 mars 1954 à Amsterdam, est un écrivain et scénariste néerlandais.

## Filmographie
- 1996 : De Langste Reis de Pieter Verhoeff[2]
- 1999 : Mates de Pieter Verhoeff
- 2002 : Oysters at Nam Kee's de Pollo de Pimentel[3]
- 2003 : Father's Affair de Maarten Treurniet[4]
- 2003 : The Archives de Pieter Kuijpers[5]
- 2011 : The Heineken Kidnapping de Maarten Treurniet[6]
- 2016 : Tokyo Trial de Pieter Verhoeff et Rob W. King[7]